# Edguy
Edguy ist eine deutsche Power-Metal-Band aus Fulda.

## Geschichte
Edguy wurde im Februar 1992 von den damals 14-jährigen Schülern Tobias Sammet, Jens Ludwig, Dirk Sauer und Dominik Storch gegründet. Der Name ist eine Anspielung auf einen ihrer Lehrer (Edgar). Anfangs spielten sie Cover-Versionen von AC/DC und Kiss, begannen aber bald eigene Songs zu schreiben. Da sie zunächst keinen Bassisten hatten, spielte Sammet den Bass (anfangs auf dem Keyboard, ab Dezember 1992 auf der Gitarre).
Das erste Demo Evil Minded wurde im Februar 1994 aufgenommen, das zweite Demo Children of Steel im Juli 1994. Nach den beiden Kassetten folgten im Juni 1995 die Aufnahmen für eine CD, welche ebenfalls von den Musikern selbst finanziert und nicht kommerziell vermarktet wurde (Savage Poetry). Durch diese erhielten sie schließlich im April 1996 einen Plattenvertrag bei AFM Records. Ihr offizielles Debütwerk Kingdom of Madness (1997) war nur mäßig erfolgreich. Auch gab es in diesem Jahr personelle Änderungen: im September übernahm Felix Bohnke das Schlagzeug von Storch, einen Monat später wurde Tobias „Eggi“ Exxel das fünfte Bandmitglied. Da die Aufnahmen für das zweite Album jedoch bereits abgeschlossen waren, spielt Sammet auch bei Vain Glory Opera (1998) nach wie vor den Bass und Frank Lindenthal als Gastmusiker das Schlagzeug. Zum ersten Mal spielten Edguy als Headliner in Schweden und auf dem Wacken Open Air.
Mit ihrem dritten Album Theater of Salvation gelang ihnen dann schließlich der Einstieg in die Charts. Da sich Tobias Sammet zu dieser Zeit bereits mit seinem Solo-Projekt Avantasia beschäftigte und viele Songs schrieb, beschlossen Edguy ihr damaliges Demo-Album Savage Poetry auch aufgrund großer Nachfrage der Fans neu aufzunehmen und zu veröffentlichen (The Savage Poetry). Nach dem fünften Studioalbum „Mandrake“ und dem dazugehörigen Live-Album Burning Down the Opera wechselten sie im Oktober 2003 zum deutschen Label Nuclear Blast.
Durch die Vertriebs- und Promotion-Möglichkeiten des neuen Labels stellten sich weitere Chart-Erfolge ein. Die Single King of Fools und das Album Hellfire Club erreichten hohe Platzierungen und es folgten ein paar TV-Auftritte. Auch das Nachfolge-Album Rocket Ride und die dazugehörige Single Superheroes konnten an den Erfolg anknüpfen. Spätestens mit dem Album Tinnitus Sanctus gingen Edguy dann einen deutlichen Schritt Richtung Hard Rock, was bei den Fans nicht immer positiv aufgenommen wurde. Deswegen wollte man mit Age of the Joker ein Zeichen setzen. Das Cover sollte bewusst an „Mandrake“ erinnern. Zur Promotion des Albums Age of the Joker entstand unter der Regie von Oliver Sommer das Musikvideo Robin Hood, in dem der Comedian Bernhard Hoëcker die Lady Marian und Bruder Tuck spielt.
2007 spielten sie als Vorgruppe von Aerosmith und den Scorpions. Auch 2010 spielten sie bei 12 Deutschlandshows der Scorpions als Vorband. Des Weiteren hatten Edguy einige Auftritte auf großen Festivals wie das Progpower Festival (USA), Rock am Ring, Rock im Park, Gods of Metal (Italien), Downland Festival (Großbritannien), Masters of Rock (Tschechien), Bang Your Head, Sweden Rock Festival und das Wacken Open Air (6 Auftritte gesamt).

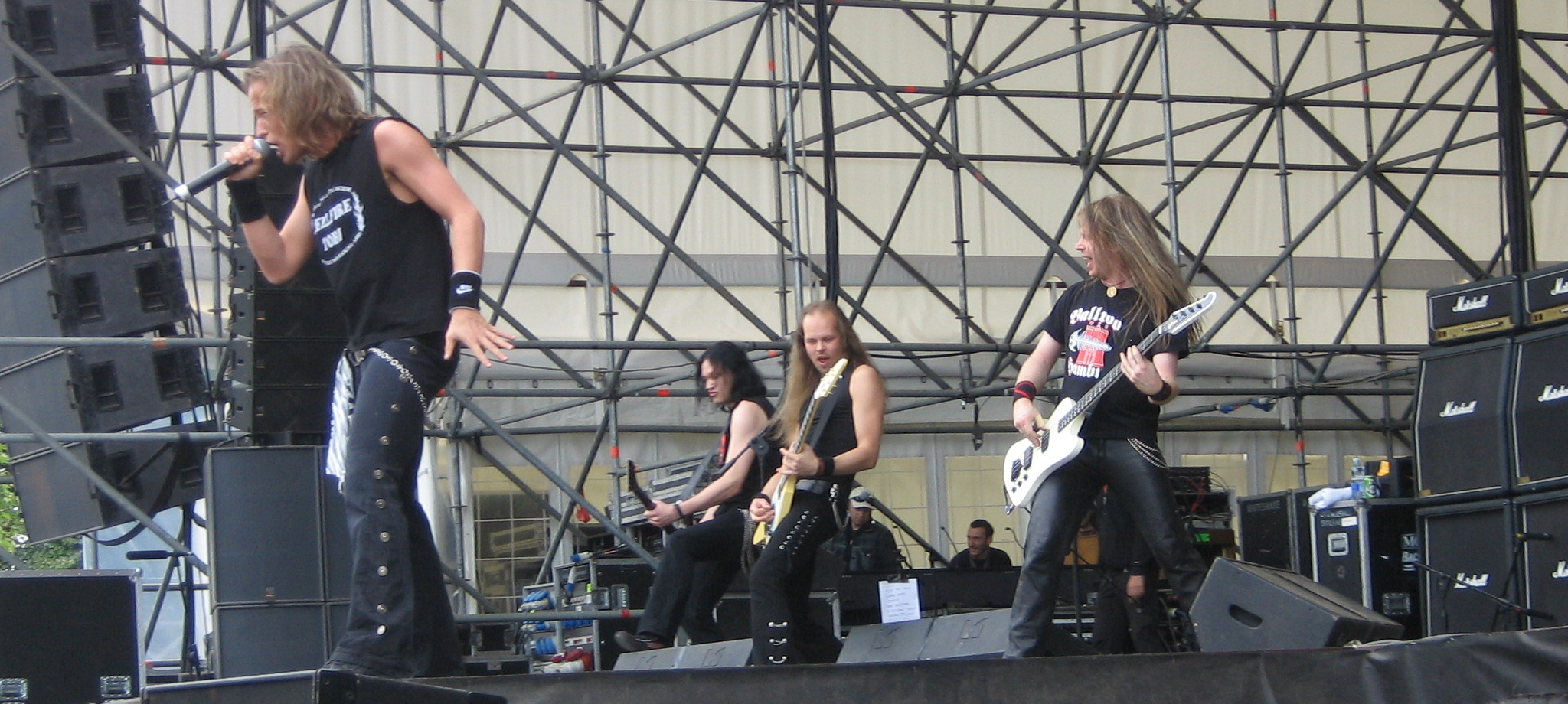
Edguy beim Gods-of-Metal-Festival 2006

Ende 2012 waren sie in Deutschland bei der Deep-Purple-Tournee die Vorgruppe. Zusätzlich spielten sie noch im Vorprogramm von Slash und Motörhead. Im Jahr 2013 folgten keine Auftritte, da Sammet mit Avantasia auf Tour war.
Das jüngste Album der Band Space Police - Defenders of the Crown ist am 18. April 2014 erschienen und verzeichnete mit Platz 2 den bis dahin höchsten Chart-Erfolg von Edguy in Deutschland. Nachdem die Band seit 2017 nicht mehr auftrat, gab Tobias Sammet 2020 bekannt, dass Edguy sich in einer „Bandpause“ befände.

## Stil
Mit ihren eingängigen Melodien und Sammets hoher Stimme sind Edguy typische Vertreter des europäischen Power Metal. Ihre Texte setzen sich häufig in metaphorischer Art und Weise mit metaphysischen oder auch sozialen Themen auseinander, etwa Konformismus und Anbiederung an die Massen, Bevormundung des Menschen. Eigenen Aussagen zufolge verfechten Edguy aber keine bestimmte Weltanschauung. Einige Lieder sind rein scherzhaft gemeint oder beinhalten überzogen sexualisierte Anspielungen. Der humoristische Charakter einiger Lieder wird auch an absichtlich eingefügten Störgeräuschen deutlich (z. B. das Ende von Catch of the Century). In Theater of Salvation etwa folgt nach einiger Zeit Stille nach Ende des eigentlichen Lieds eine rückwarts abgespielte Tonspur und eine Keyboardmelodie.
Die überwiegende Mehrheit der Lieder ist in Englischer Sprache verfasst, Ausnahmen bilden Coversongs wie Falcos Rock Me Amadeus.
Auf Hellfire Club band Edguy ein Orchester in die Produktion ein. Auf den Stil der Band hatte dies allerdings keine nennenswerten Auswirkungen. Mit Rocket Ride wandte sich die Band jedoch vom klassischen Power Metal ab und orientierte sich stattdessen mehr in Richtung 80er-Rock/Metal, um allerdings mit dem zwei Jahre später folgenden Album Tinnitus Sanctus wieder zu einer etwas härteren Gangart zurückzukehren.

## Diskografie

### Studioalben
| Jahr | Titel Musiklabel                                    | Höchstplatzierung, Gesamtwochen, AuszeichnungChartplatzierungen (Jahr, Titel, Musiklabel, Platzierungen, Wochen, Auszeichnungen, Anmerkungen) | Höchstplatzierung, Gesamtwochen, AuszeichnungChartplatzierungen (Jahr, Titel, Musiklabel, Platzierungen, Wochen, Auszeichnungen, Anmerkungen) | Höchstplatzierung, Gesamtwochen, AuszeichnungChartplatzierungen (Jahr, Titel, Musiklabel, Platzierungen, Wochen, Auszeichnungen, Anmerkungen) | Höchstplatzierung, Gesamtwochen, AuszeichnungChartplatzierungen (Jahr, Titel, Musiklabel, Platzierungen, Wochen, Auszeichnungen, Anmerkungen) | Anmerkungen                              |
| Jahr | Titel Musiklabel                                    | DE | AT | CH | UK | Anmerkungen                              |
| ---- | --------------------------------------------------- | --- | --- | --- | --- | ---------------------------------------- |
| 1997 | Kingdom of Madness AFM Records                      | — | — | — | — | Erstveröffentlichung: 8. Februar 1997    |
| 1998 | Vain Glory Opera AFM Records                        | — | — | — | — | Erstveröffentlichung: 15. Januar 1998    |
| 1999 | Theater of Salvation AFM Records                    | DE66 (2 Wo.)DE | — | — | — | Erstveröffentlichung: 1. Februar 1999    |
| 2000 | The Savage Poetry AFM Records                       | DE79 (1 Wo.)DE | — | — | — | Erstveröffentlichung: 25. Juli 2000      |
| 2001 | Mandrake AFM Records                                | DE19 (3 Wo.)DE | — | — | — | Erstveröffentlichung: 24. September 2001 |
| 2004 | Hellfire Club Nuclear Blast                         | DE26 (5 Wo.)DE | AT68 (1 Wo.)AT | CH81 (1 Wo.)CH | — | Erstveröffentlichung: 15. März 2004      |
| 2006 | Rocket Ride Nuclear Blast                           | DE8 (5 Wo.)DE | AT50 (2 Wo.)AT | CH50 (2 Wo.)CH | — | Erstveröffentlichung: 20. Januar 2006    |
| 2008 | Tinnitus Sanctus Nuclear Blast                      | DE19 (3 Wo.)DE | AT50 (2 Wo.)AT | CH41 (2 Wo.)CH | — | Erstveröffentlichung: 14. November 2008  |
| 2011 | Age of the Joker Nuclear Blast                      | DE3 (6 Wo.)DE | AT30 (2 Wo.)AT | CH13 (3 Wo.)CH | — | Erstveröffentlichung: 26. August 2011    |
| 2014 | Space Police – Defenders of the Crown Nuclear Blast | DE2 (5 Wo.)DE | AT27 (2 Wo.)AT | CH13 (3 Wo.)CH | UK82 (1 Wo.)UK | Erstveröffentlichung: 18. April 2014     |

### Livealben
| Jahr | Titel Musiklabel                       | Höchstplatzierung, Gesamtwochen, AuszeichnungChartplatzierungen (Jahr, Titel, Musiklabel, Platzierungen, Wochen, Auszeichnungen, Anmerkungen) | Höchstplatzierung, Gesamtwochen, AuszeichnungChartplatzierungen (Jahr, Titel, Musiklabel, Platzierungen, Wochen, Auszeichnungen, Anmerkungen) | Höchstplatzierung, Gesamtwochen, AuszeichnungChartplatzierungen (Jahr, Titel, Musiklabel, Platzierungen, Wochen, Auszeichnungen, Anmerkungen) | Höchstplatzierung, Gesamtwochen, AuszeichnungChartplatzierungen (Jahr, Titel, Musiklabel, Platzierungen, Wochen, Auszeichnungen, Anmerkungen) | Anmerkungen                     |
| Jahr | Titel Musiklabel                       | DE | AT | CH | UK | Anmerkungen                     |
| ---- | -------------------------------------- | --- | --- | --- | --- | ------------------------------- |
| 2003 | Burning Down the Opera AFM Records     | DE57 (1 Wo.)DE | — | — | — | Erstveröffentlichung: Juni 2003 |
| 2009 | Fucking with F*** – Live Nuclear Blast | DE35 (2 Wo.)DE | — | — | — | Erstveröffentlichung: Mai 2009  |

### Kompilationen
| Jahr | Titel Musiklabel        | Höchstplatzierung, Gesamtwochen, AuszeichnungChartplatzierungen (Jahr, Titel, Musiklabel, Platzierungen, Wochen, Auszeichnungen, Anmerkungen) | Höchstplatzierung, Gesamtwochen, AuszeichnungChartplatzierungen (Jahr, Titel, Musiklabel, Platzierungen, Wochen, Auszeichnungen, Anmerkungen) | Höchstplatzierung, Gesamtwochen, AuszeichnungChartplatzierungen (Jahr, Titel, Musiklabel, Platzierungen, Wochen, Auszeichnungen, Anmerkungen) | Höchstplatzierung, Gesamtwochen, AuszeichnungChartplatzierungen (Jahr, Titel, Musiklabel, Platzierungen, Wochen, Auszeichnungen, Anmerkungen) | Anmerkungen                         |
| Jahr | Titel Musiklabel        | DE | AT | CH | UK | Anmerkungen                         |
| ---- | ----------------------- | --- | --- | --- | --- | ----------------------------------- |
| 2017 | Monuments Nuclear Blast | DE6 (6 Wo.)DE | AT20 (1 Wo.)AT | CH16 (3 Wo.)CH | — | Erstveröffentlichung: 14. Juli 2017 |

Weitere Kompilationen
- 2004: Hall of Flames
- 2008: The Singles

### Singles
| Jahr | Titel Album                         | Höchstplatzierung, Gesamtwochen, AuszeichnungChartplatzierungen (Jahr, Titel, Album, Platzierungen, Wochen, Auszeichnungen, Anmerkungen) | Höchstplatzierung, Gesamtwochen, AuszeichnungChartplatzierungen (Jahr, Titel, Album, Platzierungen, Wochen, Auszeichnungen, Anmerkungen) | Höchstplatzierung, Gesamtwochen, AuszeichnungChartplatzierungen (Jahr, Titel, Album, Platzierungen, Wochen, Auszeichnungen, Anmerkungen) | Höchstplatzierung, Gesamtwochen, AuszeichnungChartplatzierungen (Jahr, Titel, Album, Platzierungen, Wochen, Auszeichnungen, Anmerkungen) | Anmerkungen                             |
| Jahr | Titel Album                         | DE | AT | CH | UK | Anmerkungen                             |
| ---- | ----------------------------------- | --- | --- | --- | --- | --------------------------------------- |
| 2004 | King of Fools Hellfire Club         | DE39 (7 Wo.)DE | AT67 (2 Wo.)AT | CH98 (2 Wo.)CH | — | Erstveröffentlichung: 10. Februar 2004  |
| 2004 | Lavatory Love Machine Hellfire Club | DE74 (2 Wo.)DE | — | — | — | Erstveröffentlichung: 14. Juni 2004     |
| 2005 | Superheroes Rocket Ride             | DE25 (9 Wo.)DE | — | CH52 (9 Wo.)CH | — | Erstveröffentlichung: 5. September 2005 |

Weitere Singles
- 2001: Painting on the Wall
- 2011: Robin Hood
- 2014: Sabre & Torch
- 2014: Love Tyger
- 2017: Ravenblack
- 2017: Wrestle the Devil

### Musikvideos
- 2014: Love Tyger